# Puig Morell
El Puig Morell és una muntanya de 600 metres que es troba al municipi de Cabanelles, a la comarca catalana de l'Alt Empordà.